# 虎紋線海龍
虎紋線海龍（学名：Filicampus tigris），为輻鰭魚綱棘背魚目海龍魚科的其中一種，分布於東印度洋及西太平洋區的西澳大利亞及新南威爾斯等海域，體長可達29.6公分，棲息在沙泥底質的水域，卵胎生。

## 外部連結
- 虎紋線海龍的圖片